# Biosteres punctivertex
Biosteres punctivertex är en stekelart som först beskrevs av Fischer 1964.  Biosteres punctivertex ingår i släktet Biosteres och familjen bracksteklar. Inga underarter finns listade.